# Триалетия
Триалетия (груз. თრიალეთი — [Триалети]) — историческая область в Грузии, на территории северо-западной Нижней Картлии и северной Джавахетии.
Административно охватывает, в основном, современный Цалкский муниципалитет края Квемо-Картли, а также северную часть Ахалкалакского муниципалитета края Самцхе-Джавахети.
Исторический центр области — город Цалка, к югу от которого находится посёлок городского типа (даба) Триалети.

## История
Здесь расположен комплекс археологических памятников Триалети, которые относятся к периодам от бронзового века до раннего Средневековья. 
Согласно армянской географии VII века, на этой территории находился гавар Трехк Великой Армении. 
Из Триалетии происходил грузинский монах Георгий Атонели (Святогорец). 
В 70-е годы XVIII века побывавший в Грузии немецкий путешественник И. А. Гюльденштедт, об Триалетии:

Округ Триалети расположен по Верхней Ксиа, и к северу [от нее] находится округ Сатархино. Он целиком [расположен] на самых южных предгорьях в хорошей местности, но [он] крайне разорен. Видны развалины Цалкана, Ведзана, Парвониджана и еще многих грузинских крепостей. Обитателями немногих жилищ [этого округа] являются грузины.— И. А. Гюльденштедт, Путешествие по Кавказу в 1770—1773 гг.: Путешествие и наблюдения в Грузии 1771 г., 